# Avram Glazer
Pour les articles homonymes, voir Glazer.
Avram « Avi » Glazer fait partie de la famille Glazer (il est le fils de Malcolm Glazer), qui contrôle First Allied Corporation, l'équipe de NFL des Buccaneers de Tampa Bay et l'équipe anglaise de football, Manchester United. La famille vit en Floride.
Avram est diplômé en droit l'Université Washington de Saint-Louis. Il a aussi étudié à l'Université de Pékin et l'Université Fudan à Shanghai.
Avi a aussi été le président et le chief executive officer de Zapata Corporation qui a été fondé par George Bush père.